# Comuna Stupakivka, Icinea
Stupakivka (în ucraineană Ступаківка) este o comună în raionul Icinea, regiunea Cernihiv, Ucraina, formată din satele Stupakivka (reședința) și Zincenkove.

## Demografie
Componența lingvistică a comunei Stupakivka
     Ucraineană (98,32%)
     Rusă (1,68%)
Conform recensământului din 2001, majoritatea populației comunei Stupakivka era vorbitoare de ucraineană (98,32%), existând în minoritate și vorbitori de rusă (1,68%).